# ハウ伯爵
ハウ伯爵（英語: Earl Howe）は、イギリスの伯爵、貴族。有史以来2度創設されており、第1期はグレートブリテン貴族として、現存する第2期は連合王国貴族としてカーゾン家が保持する。 

## 歴史

### ハウ家（第1期）

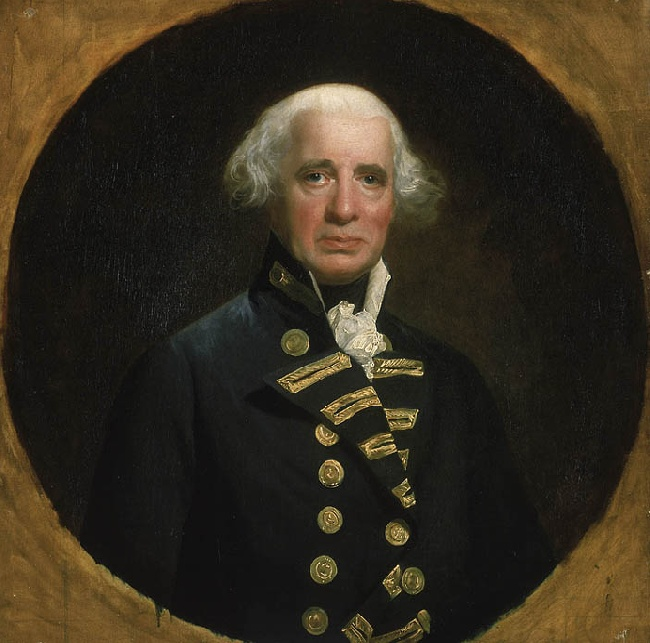
初代ハウ伯爵(第1期)リチャード・ハウ

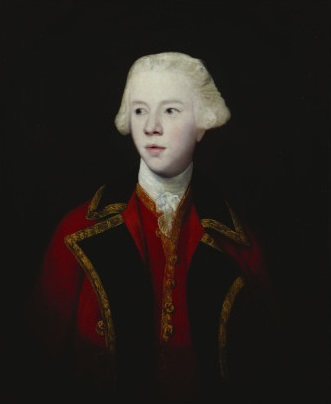
第3代ハウ子爵ジョージ・ハウ将軍
英国陸軍軍人としてフレンチ・インディアン戦争に従軍した。

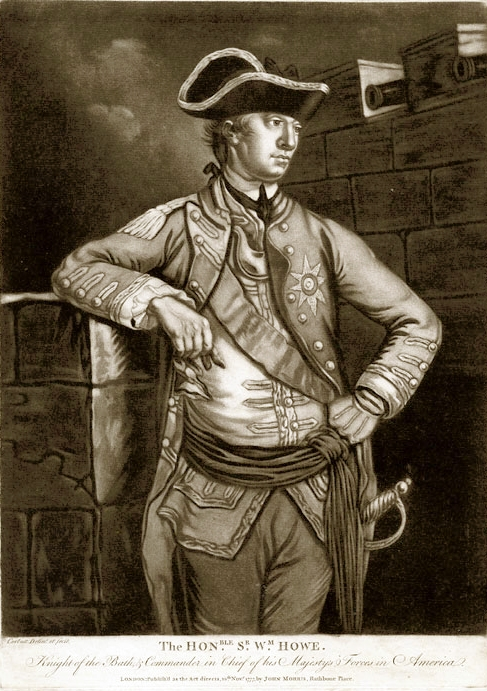
第5代ハウ子爵ウィリアム・ハウ将軍。
ハウ3兄弟の末弟。アメリカ独立戦争を指揮した。

ハウ伯爵家は17世紀の政治家サー・ジョン・ハウ(c.1594-c.1671)を祖とする一族であり、そのジョンは1660年に(コンプトンの)準男爵(Baronet, of Compton)位を授けられている。その孫スクループ(1648-1713)がノッティンガムシャー選挙区選出庶民院議員を務めたのち、1701年にアイルランド貴族としてハウ子爵(Viscount Howe)及びグレノーリー男爵(Baron Glenawley)に叙されたことで、ハウ家は貴族に昇った。 
2代子爵エマニュエル(1700?–1735)は父と同様に庶民院議員を務めた。ただ、後年は財政的に困窮しており、初代ニューカッスル公爵トマス・ペラム=ホールズの口添えで実入りのいいバルバドス総督に就任している。彼はいとこから上記の準男爵位を継承している。 
その息子である3代子爵ジョージ(1725?–1758)は英国陸軍軍人としてフレンチ・インディアン戦争に従軍し、准将まで昇進した武人である。彼は同戦争中に北米大陸・ジョージ湖付近でフランス軍と接敵した際に心臓を撃ち抜かれて戦死を遂げている。そのため、爵位はジョージの弟リチャードがこれを継承した。 
4代子爵リチャード(1726-1799)は王立海軍の提督として高名であり、フランス革命戦争下における最大の海戦である「栄光の6月1日」の指揮官を務めている。彼はジブラルタル包囲戦終結後の1782年にグレートブリテン貴族としてノッティンガム州ランガーのハウ子爵(Viscount Howe, of Langar in the County of Nottingham)に叙された。 
その後彼ピット内閣下の海軍大臣を務めたのち、退任時の1788年に多年の功によってハウ伯爵(Earl Howe)及びノッティンガム州ランガーのハウ男爵(Baron Howe, of Langar in the County of Nottingham)に昇叙している。このうち、ハウ男爵位には彼の娘とその直系男系男子への継承を認める特別規定が定められていた。 
彼には男子がいなかったため、男系継承を要求するハウ伯爵位とランガーのハウ子爵位は廃絶した。一方でアイルランド貴族爵位のハウ子爵及びグレノーリー男爵は末弟のウィリアムが承継し、女系継承可能なハウ男爵は初代伯の娘であるソフィア・シャーロットが相続した。 
第2代女男爵ソフィア・シャーロット（1762-1835）はペン・アシュトン・カーゾンと結婚したため、男爵位はカーゾン家によって承継されてゆき、現存する第2期のハウ伯爵叙爵につながる。 
他方、ハウ子爵位を継いだ5代子爵ウィリアム（1729–1814）は英国陸軍の将軍であり、アメリカ独立戦争時には在北米英軍総司令官を務めた人物である。彼には嗣子がなかったため、同人の死をもってハウ子爵位及びグレノーリー男爵位は廃絶となった。なお、この際にコンプトンの準男爵位も廃絶している。 

### カーゾン家（第2期）

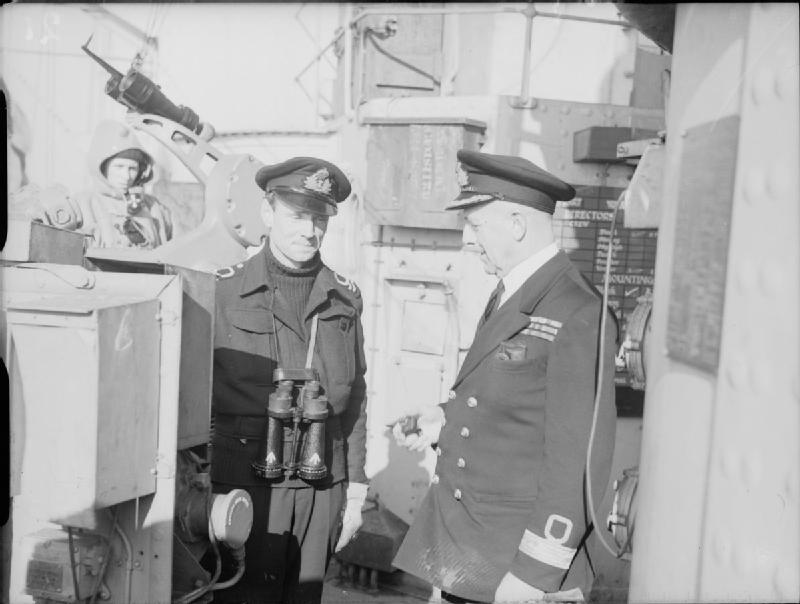
5代伯フランシスとその息子エドワード(のちの6代伯)。戦艦ハウにて。

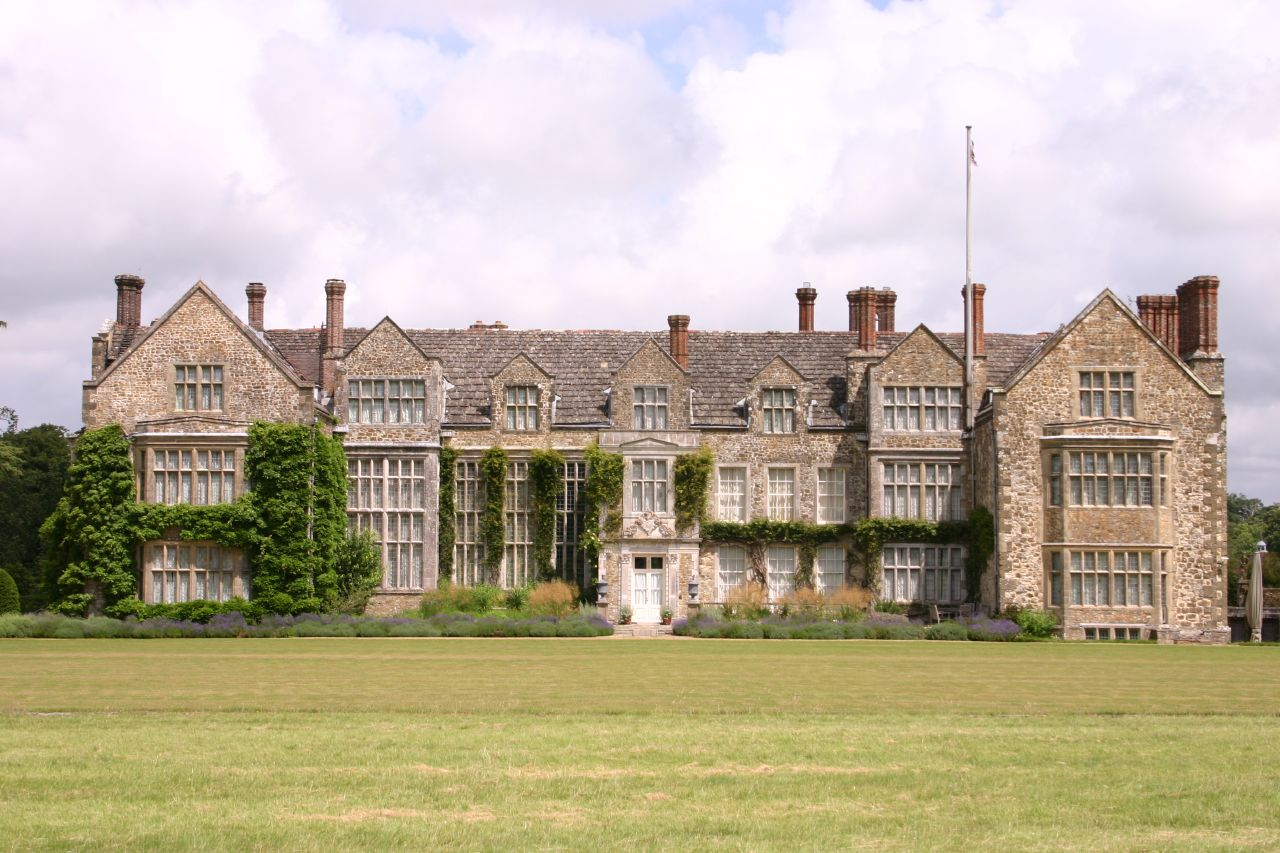
パラム・パーク・ハウス
伯爵家の旧邸宅。初代伯爵リチャードが祖父から継承した。

カーゾン家は代々ケドルストン荘園(Kedleston estate)の地主を務めてきた一族で、ジョン・カーゾン(1599?–1686)は、1636年6月18日にノヴァスコシアの準男爵位、1641年8月11日にイングランドの準男爵に叙されている。 
その子孫たる第4代準男爵サー・ナサニエル・カーゾン(1676-1758)はトーリーに属して活動したが、ホイッグの首魁ロバート・ウォルポールの解任動議には棄権した政治家である。その彼の次男アシェトン・カーゾンも父と同様にトーリー党の政治家として庶民院議員を務めたのち、1794年にグレートブリテン貴族としてバッキンガム州ペンのカーゾン男爵(Baron Curzon, of Penn in the County of Buckingham)、ついで1802年には連合王国貴族爵位のバッキンガム州ペンのカーゾン子爵(Viscount Curzon, of Penn in the County of Buckingham)に昇叙した。その初代子爵の一人息子ペン・アシェトンは第2代ハウ女男爵ソフィア・シャーロット・ハウと結婚したが、父に先立って亡くなったため、爵位を襲うことはなかった。 
そのため、夫妻の息子リチャード（1796-1870）は1820年に祖父から爵位を継承し、1821年には連合王国貴族としてハウ伯爵（Earl Howe）に叙されて母方の祖父の伯爵位を再興した。これが現存するハウ伯爵家の始まりとなった。 
また同年に彼は勅許を得てカーゾン＝ハウと改姓するとともに、1835年には母よりハウ男爵位を相続した。 
2代伯爵ジョージ(1821-1876)は襲爵前にサウスレスターシャー選挙区選出の保守党庶民院議員を務めた。彼には男子がいなかったため、弟のリチャードが3代伯爵位を継承した。 
その長男である4代伯リチャード（1861-1929）は保守党政権期に侍従たる議員やアレクサンドラ王妃付宮内長官職を歴任している。 
5代伯フランシス(1884-1964)は海軍予備軍人である傍ら、レーサーとしても活動した。彼は1931年度ル・マン24時間レースに参加して、僚友ティム・バーキンとともに優勝を果たしている。 
その息子の6代伯エドワード(1908-1984)には4人の娘がいたが男子がなかったため、1984年に彼が亡くなると爵位は又いとこのフレデリックに継承された。 
現当主である7代伯フレデリック(1951-)は保守党の政治家として活動しており、1999年の貴族院法制定以降も貴族院に籍を置く92人の世襲貴族の一人である。 
なお、ハウ伯爵家の歴代当主は上述のとおり第4代準男爵サー・ナサニエル・カーゾンの子孫であるため、現在は親族のスカーズデール子爵家が保持するイングランド準男爵位(ダービー州におけるケドルストンの)準男爵位およびアイルランド準男爵位(ダービー州におけるケドルストンの)準男爵位の潜在的な継承権者でもある。    
カーゾン家及び爵位にかかる現在のモットーは『カーゾンのものはカーゾンによこせ(Let Curzon Holde what Curzon Helde)』。 
一族の邸宅は、 バッキンガムシャー州 ペンストリート近郊のペンハウス(Penn House)。   

## 現当主の保有爵位
現当主である第7代ハウ伯爵フレデリック・リチャード・ペン・カーゾン は以下の爵位を有する。
- 第7代ハウ伯爵(7th Earl Howe)
(1821年7月15日の勅許状による連合王国貴族爵位)
- 第8代バッキンガム州ペンのカーゾン子爵(8th Viscount Curzon, of Penn in the County of Buckingham)
(1802年2月27日の勅許状による連合王国貴族爵位)
- 第9代ノッティンガム州ランガーのハウ男爵(9th Baron Howe, of Langar in the County of Nottingham)
(1788年8月19日の勅許状によるグレートブリテン貴族爵位)
- 第8代バッキンガム州ペンのカーゾン男爵(8th Baron Curzon, of Penn in the County of Buckingham)
(1794年8月13日の勅許状によるグレートブリテン貴族爵位)

## ハウ家

### ハウ子爵（1701年）
- 初代ハウ子爵スクループ・ハウ （1648–1713）
- 第2代ハウ子爵エマニュエル・スクループ・ハウ （1700?–1735）
- 第3代ハウ子爵ジョージ・ハウ (1725?–1758）
- 第4代ハウ子爵リチャード・ハウ （1726-1799）（1788年ハウ伯爵、ランガーのハウ子爵及びハウ男爵叙爵）

### ハウ伯爵（第1期;1788年）
- 初代ハウ子爵リチャード・ハウ（1726–1799）（1799年ハウ伯爵・ランガーのハウ子爵位廃絶）

### ハウ子爵（1701年）
- 第5代ハウ子爵ウィリアム・ハウ （1729–1814）（1814年ハウ子爵位廃絶）

### ハウ男爵（1788年）
- 初代ハウ男爵（初代ハウ伯爵）リチャード・ハウ（1726–1799）
- 第2代ハウ女男爵ソフィア・シャーロット・カーゾン（1762-1835）
- 第3代ハウ男爵（初代ハウ伯爵）リチャード・ウィリアム・カーゾン＝ハウ （1796-1870）

## カーゾン家

### カーゾン子爵（1802年）
- 初代カーゾン子爵アシェトン・カーゾン （1730-1820） 
  - ペン・アシェトン・カーゾン閣下(1757-1797)
- 第2代カーゾン子爵（第3代ハウ男爵）リチャード・ウィリアム・カーゾン＝ハウ （1796-1870）（1821年にハウ伯爵叙爵）

### ハウ伯爵（第2期;1821年）
- 初代ハウ伯爵リチャード・ウィリアム・カーゾン＝ハウ （1796–1870）
- 第2代ハウ伯爵ジョージ・オーガスタス・フレデリック・ルイ・カーゾン＝ハウ（1821–1876）
- 第3代ハウ伯爵リチャード・ウィリアム・ペン・カーゾン=ハウ（1822-1900）
- 第4代ハウ伯爵リチャード・ジョージ・ペン・カーゾン（英語版）（1861-1929）
- 第5代ハウ伯爵フランシス・リチャード・ヘンリー・ペン・カーゾン（英語版）（1884–1964）
- 第6代ハウ伯爵エドワード・リチャード・アシェトン・ペン・カーゾン（英語版） （1908–1984）
- 第7代ハウ伯爵フレデリック・リチャード・ペン・カーゾン（英語版） （1951-）

爵位の推定相続人は、現当主の息子であるカーゾン子爵（儀礼称号）トマス・エドワード・ペン・カーゾン（1994-）。